# Пивная
Пивна́я — питейное заведение (учреждение общепита), в котором основным подаваемым продуктом является пиво (также, зачастую, дополнительно и крепкие спиртные напитки: водка, портвейн и т. п.) и традиционная закуска под пиво: гренки, вяленая и копчёная рыба, варёные креветки и раки, для их употребления на месте или же с собой на вынос.

## Внутренняя обстановка

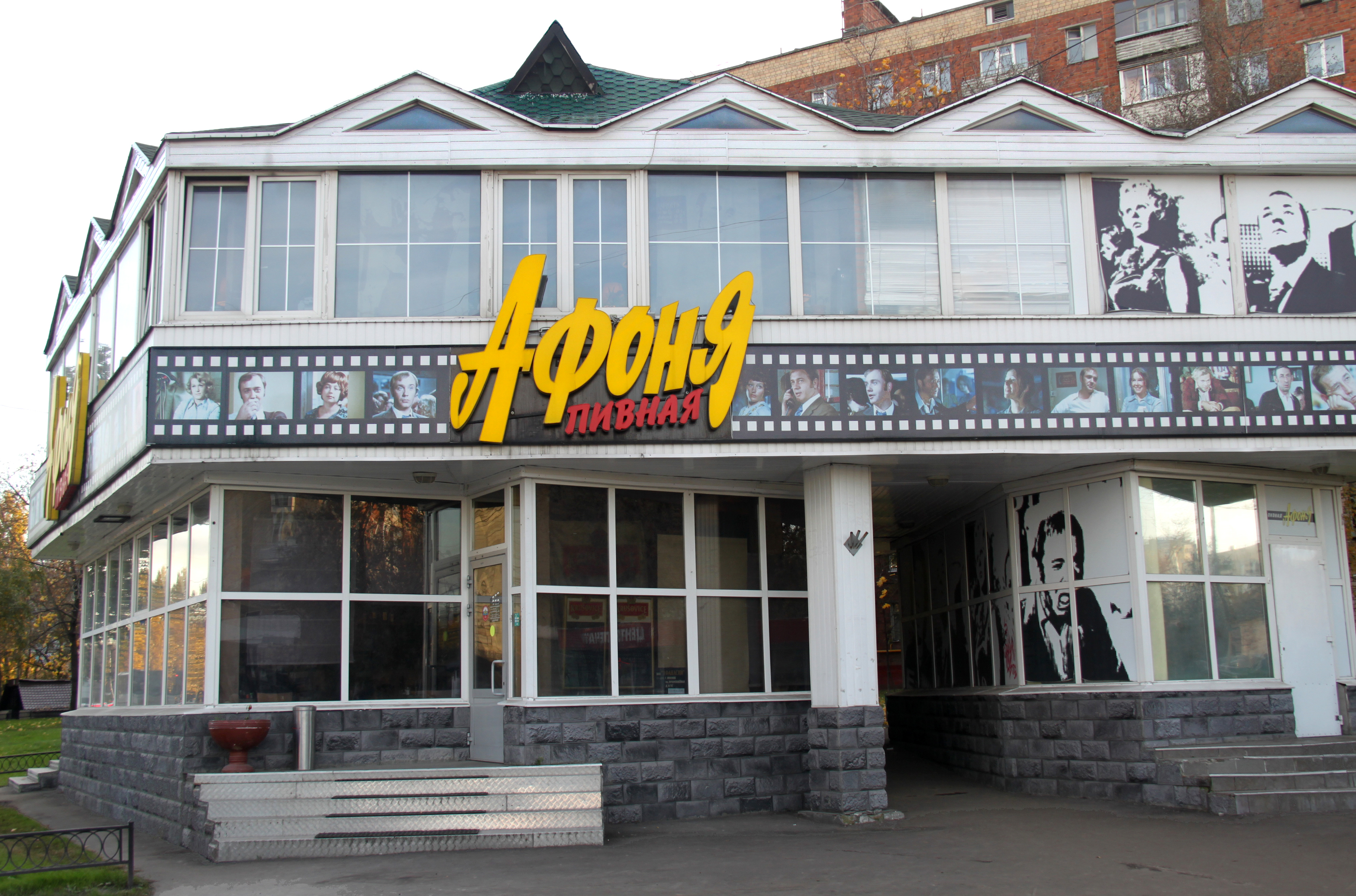
Пивная «Афоня» в Москве на проспекте Андропова

Внутренние интерьеры пивной (по сравнению с ресторанами) достаточно упрощена (хотя существуют и т. н. «пивные рестораны»); зачастую пивные оборудуются в полуподвальных помещениях.
В зале (обычно около 60-100 м²) установлены столы, стулья либо скамьи (обычно и традиционно — крепкие дубовые) и стойка с кранами, для розлива пива и подачи закусок к пиву. Некоторые пивные не имеют сидячих мест, пиво употребляется за стойками и столиками.
Также, сейчас[когда?] обязательным требованием является наличие в помещении туалета. Во многих странах (Европа и пр.) в настоящее время ограничивается (вплоть до полного запрета) курение в помещении заведения (исключение возможно для специально отведённых и оборудованных для этого залов и помещений).
Многие пивные имеют летние открытые веранды со столами. В Германии распространены пивные сады под открытым небом. У А. П. Чехова в рассказе «Забыл!» и у А. Р. Беляева в рассказе «Берлин в 1925 году» пивные именуются на немецкий манер «биргалками» (от «биргалле» нем. Bierhalle).
Пиво подаётся в стеклянных (то есть более дешёвых) кружках и бокалах ёмкостью 0,33, 0,5 и 1 литр (в некоторых странах — традиционная пинта, 0,6 л), иногда — и в пластиковых и бумажных стаканах.
Возможно как самообслуживание, так и обслуживание официантами с подачей на стол.

## Пивная в СССР

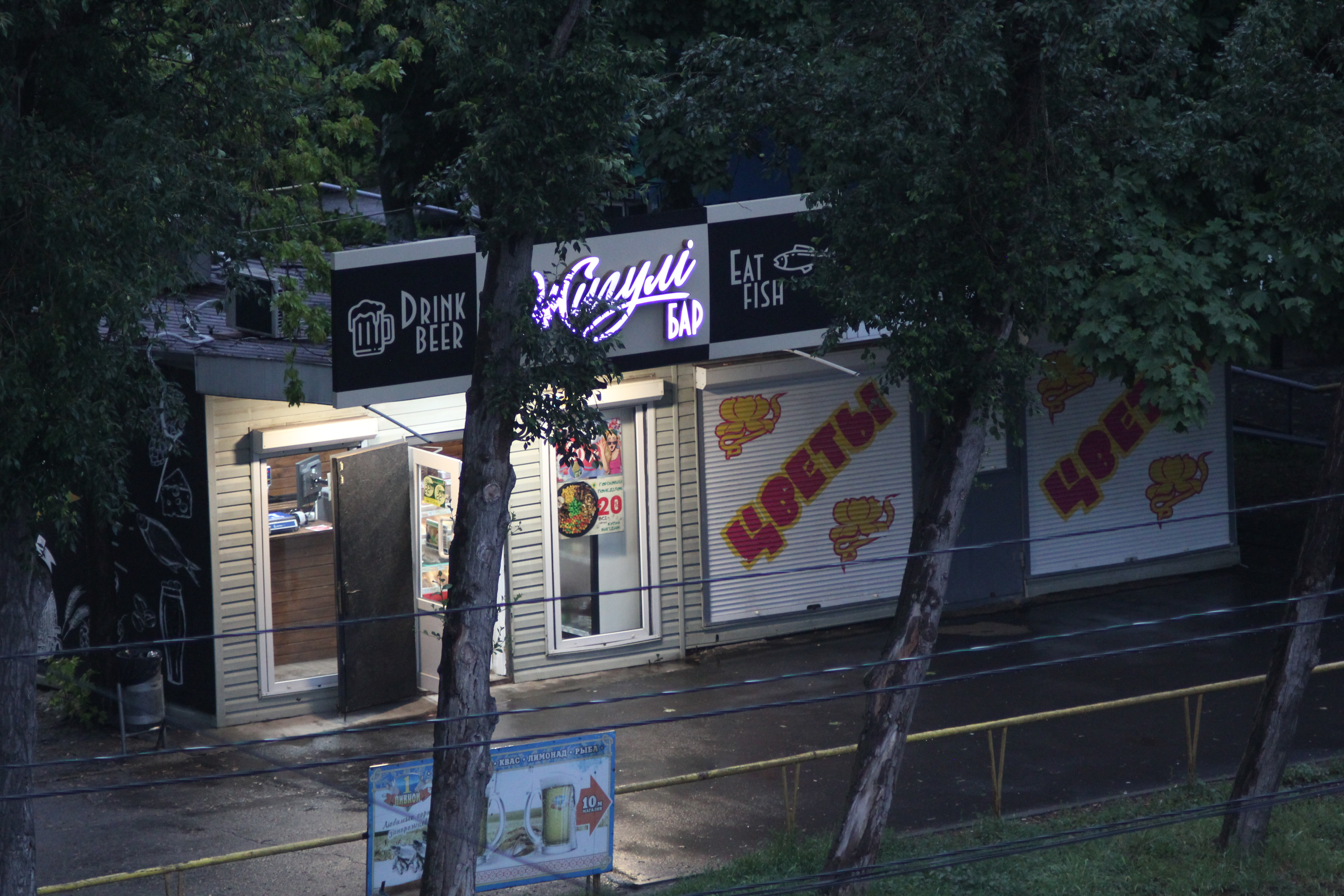
Пивной ларёк Жигули

В советские времена пивные (жарг. пивнуха, пивнушка, пивняк), в отсутствие богатого выбора развлекательных заведений, пользовались большой популярностью среди рабочих и рабочей интеллигенции.
Пиво в розлив также продавалось и в уличных пивных ларьках и пивных бочках на колёсах, стоящих на улицах (аналогичных квасным).
Характерный образ пивной нашёл своё отображение в советской литературе, кино и музыке. Известна, например, фраза Шарикова из произведения М. Булгакова «Собачье сердце»: «Пивная! Ещё парочку!».
В 1980-х годах была популярна песня Юрия Лозы «В пивной».
Образ типичной советской пивной 1960-х обыгран в худ. фильме «Стиляги» (2008).